# Паюк Віктор Борисович
Паюк Віктор Борисович (нар. 22 вересня 1959, село Озеряни, Тернопільщина) — інженер, есперантист, перекладач, публіцист. Головний контролер перекладів українського видання National Geographic (журнал) (2013—2014).

## Життєпис
З 1961 р. проживав у Тернополі. Закінчив Одеський електротехнічний інститут зв'язку імені О. С. Попова. Працював у системі телевізійних мереж України. Перший англо-український перекладач, сертифікований Американська асоціація перекладачів (ATA — American Translators Associasion).
1989 — співзасновник Української Есперанто-Асоціації (Полтава); 1993—1997 р. — її президент; почесний член (2019).
1991 — директор українського журналу мовою есперанто «Ukraina Stelo», його дописувач — 1994, 1995, 2011—2013; головний редактор (з 2024).
У 1997—2006 р. — офіційний представник Всесвітньої Есперанто-Асоціації в Україні.
Від 2004 року — в США, секретар есперанто-клубу в Шикаґо. Постійний делегат Всесвітньої есперанто-асоціації. Кореспондент в Україні журналу «MONATO» (Бельгія, мова есперанто). Очолював Товариство есперантистів м. Чикаґо (2006—2011), редактор (з грудня 2004) місячника «Saluton!» (понад 180 щомісячних випусків). Постійний автор чиказької української газети «Час і Події» та журналу іноземної літератури «Всесвіт».
Зробив значний внесок у популяризацію імені Михайла Юрківа.

## Перекладацька діяльність

### З української— на есперанто
Переклав на есперанто оповідання українських авторів:
- Архип Тесленко, «У схимника»;
- Марко Вовчок, «Горпина»;
- Борис Грінченко, «Олеся»;
- Іван Франко, «Фарбований Лис», «Schönschreiben»;
- Валер'ян Підмогильний, «Історія пані Ївги»;
- Майк Йогансен, «17 хвилин»;
- Василь Ярошенко, «Сліпі Заходу та Сходу»;
- Олександр Довженко, «Хата»;
- Юрій Винничук, «Острів Зиз», «Вишиваний світ»;
- Міла Іванцова, «Бювет»;
- Леся Українка, "Щастя" (легенда), "Сліпець", "Усі твої листи пахнуть зов'ялими трояндами…", "Чашка", "Біда навчить" (казка);
- Степан Васильченко, "Казка про козака Ося і москаля Ася".

Також уривки романів:
- Іван Франко, «Захар Беркут»;
- Іван Багряний, «Сад Гетсиманський»;
- Василь Барка, «Жовтий князь»;
- Олег Чорногуз, «Вавилон на Гудзоні», «Гроші з неба»;
- Юрій Андрухович, «Перверзія»; «Лексикон інтимних міст» (розділ "Чикаго, 2001");
- Василь Шкляр, «Чорний ворон. Залишенець»;
- Юрій Щербак, "Час смертохристів: Міражі 2077 року".

### З есперанто— на українську мову
- Микола Боровко (Україна), «У могилі»;
- Маґнус Нордесван (Норвегія,) «Едельвейс»;
- Василь Ярошенко (Україна), «Шахова триходівка»[5];
- Дюла Баґі (Угорщина), «Столиця голодує»;
- Раймонд Шварц (Франція), «Чергування жандарма»;
- Леонард Н'ювелл (Англія), «Панна гідна уваги»;
- Ричард Джон Френч (Англія), «Приблуда»;
- Йоланта Лезер (Австрія), «Кордон»;
- Марджорі Бултон (Англія), «Божа пастка»;
- Жан Форж (Німеччина, Польща), «Шість листів»;
- Клелія Контерно-Джульєльмінетті (Італія), «Життя і смерть Відерборена»;
- Джон Франсис (Шотландія), «Спокуса Куля»;
- Шандор Сатмарі (Угорщина), «Мухи»;
- Ендре Тот (Угорщина), «Лаппар-Антихрист»;
- Іштван Немере (Угорщина), «Мат»;
- Споменка Штимець (Хорватія), «Австралія»;
- Євген Білоненко (Росія), «Сліпий скульптор»;
- Ґеорґ Камачо (Іспанія), «Яке насіння»;
- Елізабет Ериксон (Швеція), «Снігова лавина»;
- Стен Йогансон (Швеція), «Шоколадне печиво», «Вічний велосипед»;
- Сабіна Тренер (Німеччина), «Значніше, ніж сяйво»;
- Пол Ґаббінз (Англія), «Ґамп»;
- Пауло-Серджіо Віана (Бразилія), «Таємниці».

Перекладав українською поезію видатного есперантського поета Ольда Вільяма (Шотландія).

## Видання
- Есперанто-український словник (підпільне видання). — Тернопіль, 1984; 2-е видання: Дрогобич: Добре серце, 1993.
- Масаюкі Сайонджі. Масаж Юмейго (укр. переклад, разом з д-ром І. Галайчуком). — Тернопіль: Поліграфіст, 1995.
- Підручник есперанто, загребська метода. — Тернопіль: Лілея, 1999. — ISBN 966-7298-55-8.
- Bruno Vogelmann. La Nova Realismo (укр. переклад, разом з Микола Кривецький). — Тернопіль: Підручники і посібники, 2001. — ISBN 966-562-511-X.
- Ivan Franko. La biblioteko de «Helianto» (укладач, автор передмови, редактор, перекладач), частина 1. — Луцьк: Надстир'я, 2008. — ISBN 978-966-517-613-8.
- Edgar Allan Poe. La Korvo/The Raven (укладач, автор передмови). — Луцьк: Волинянин, 2009. — ISBN 978-966-1599-09-2.
- Зелена антологія, частина 1, Поезія, La Verda Antologio, parto 1-a, Poezio (натхненник, укладач, автор передмови, співперекладач). — Луцьк: Твердиня, 2013. — ISBN 978-617-517-148-6[6].
- В. Ярошенко, Шахова триходівка (двомовне видання, укладач, перекладач з есперанто на українську мову). — Луцьк: Терен, 2019. — ISBN 978-617-7680-51-1.
- Л. Заменгоф, Вірші (укладач, автор передмови, співперекладач повного есперантсько-українського двомовного видання поезії ініціатора есперанто). — Луцьк: Терен, 2019. — ISBN 978-617-7680-71-9.
- Леон Зімельс (1911-1985) - засновник Тернопільського клубу есперантистів. Меморіальне видання / І. Галайчук, В. Паюк, —  Тернопіль: ТНМУ, 2021.  — ISBN 978-966-673-422-1
- І. Галайчук, В. Паюк, Навколо світу через 500 років після Магелана.  — Львів: Українська академія друкарства, 2022.  — ISBN 978-966-322-550-0.
- El proza Hoverlo-Parnaso (Із прозових верховин, збірник оповідань, перекладених з 11 мов довкола України), укладач, співперекладач,  — Львів: Українська академія друкарства, 2022.  — ISBN 978-966-322-553-1.